# Володимир Степаняк
Володимир Степаняк (англ. Walter Stepanyak) — американський військовик, радник 2-ї бригади 101-ї повітряно-десантної дивізії.

## Життєпис
Володимир Степаняк народився у сім'ї емігрантів з України.

### Війна у В'єтнамі
Розпочав служити у 97-му інженерному батальйоні 3-го корпусу США в 1963 році. Потім у 2-му тактичному авіаційному командуванні.
Восени 1967 року Сержант Володимир Степаняк воював біля демаркаційної лінії під Там-Кі, в січні 1968-го — брав участь у ліквідації потужного озброєного повстання в Сайгоні, а потім воював у колишній столиці В'єтнаму Хюе.
Володимир Степаняк брав участь у захисті Ке-Сану. 21 січня 1968 армія Північного В'єтнаму почала стискати кільце навколо Кхе Сан, обстрілюючи її з гармат. Місто захищали елітні частини США — морські піхотинці та десантники. До початку березня в'єтнамцям вдалося підвести тунель до позицій сайгонських десантників. По ньому щоночі бійці Хо Ши Міна пробиралися до укріплень супротивника, щоб на світанку раптово атакувати їх. Гарнізон Кхе Сан ніс колосальні втрати. Володимир Степаняк був поранений і евакуйований в Сайгон.
Бойовий шлях після одужання для Володимира Степаняка не був легким. Після поразки під Кхе Саном він брав участь у контрнаступі проти військ Північного В'єтнаму, яке хоч і увінчалося успіхом, але супроводжувалося грандіозними втратами. Останні бої у В'єтнамі Володимир Степаняк пережив особливо важко. Кілька тижнів він носив з собою український прапор, попросивши товаришів, щоб у разі загибелі вони накрили його тіло жовто-блакитним полотнищем.
Володимир Степаняк вибрався з В'єтнаму після 19 місяців кровопролитних боїв, будучи двічі пораненим. Свій прапор подарував комітетові українсько-американських ветеранів у Нью-Йорку.
Володимир Степаняк удостоєний тринадцяти американських (серед них «Пурпуровим серцем», дві бронзові зірки й медаль летунства «Merit») та двох південнов'єтнамських нагород за бої у В'єтнамі.
Де він тепер, точно невідомо.